# Bruceia pulverina
Bruceia pulverina là một loài bướm đêm thuộc phân họ Arctiinae, họ Erebidae.